# 하이리 자말루딘
하이리 자말루딘(말레이어: Khairy Jamaluddin)은 말레이시아의 정치인이다. 현재 통일말레이국민조직(UMNO) 청년회 의장이며, 2008년부터 느그리슴빌란 주 름바우 지역의 국회의원으로 활동하고 있다. 2013년부터 현재까지 청년체육부 장관으로 재직중이다. 압둘라 아마드 바다위 전 총리의 사위이기도 하다.
그는 공격적이고 극우적인 발언으로 비판을 받기도 한다.

## 논란과 비판

### 인종 차별 논란
2014년 11월 26일 연설에서 "말레이인들은 이제 스스로 맹공격과 비난을 뚫고 나라에서 가장 특별한 위치를 점해간다"고 밝혔으며, 이어 "피낭에서는 도로 이름을 '카르팔 싱(말레이시아의 야당 정치인, 현재는 고인)로'로 바꿔가고 있는데 아무도 반대의 목소리를 내지 않는다. 그들이 '아무도 도전적이지 않다'고 할 때 나는 트위터를 열어보고는 이런 글들을 본다. 이는 곧 말레이인들이 일어서지 않고 자존심을 지키지 않는다면 민족성, 종교, 그리고 나라 자체가 이상해질 거라는 걸 증명한다."라고 밝혔다. 이에 피낭 주지사 림관엥은 이를 "인종차별"이라고 비판했으며, 야당정치인 토니 푸아 역시 같은 입장을 보였다.

### 케이팝 비하 논란
2015년 1월 11일 그는 트위터에 "케이팝과 관련해 말하자면, 말레이시아 소녀들은 잘생기고, 키 크고, 까무잡잡한 남자들에게 돌아오길 바란다. 창백하고 마르고 예쁘장한 남자가 아니란 말이다. 그들은 비로소 진정한 남자가 아니다."라는 글을 올려 논란이 일었다. 이것이 한국 가수 그룹 B1A4와 연관된다는 논란이 있었는데, 이 얼마 전 B1A4가 팬미팅 이후 당국의 조사를 받았기 때문이다.